# Mount Ahab
Mount Ahab är ett berg i Antarktis. Det ligger i Västantarktis. Argentina, Chile och Storbritannien gör anspråk på området. Toppen på Mount Ahab är 925 meter över havet, eller 628 meter över den omgivande terrängen. Bredden vid basen är 6,1 km.
Terrängen runt Mount Ahab är varierad. Ahab ligger uppe på en höjd som går i nord-sydlig riktning. Trakten är obefolkad. Det finns inga samhällen i närheten.